# Khúc luyện
Étude, còn được hiểu nôm na là "khúc luyện", trong âm nhạc, nó là một bản nhạc ngắn để người chơi luyện tập. Một nhạc công trong đời trung bình phải tập khoảng từ 200 bài étude trở lên. Étude có những bài rất khó đòi hỏi kĩ thuật và trình độ cao nhưng cũng có những bài chỉ gồm 2 khuông nhạc.
Mục đích chung của étude là được viết để người chơi nhạc luyện tập, nhằm củng cố và nâng cao kĩ năng về kĩ thuật chơi và góp phần bổ trợ khả năng thỉnh âm. Ví dụ như trong đàn piano, theo các chuyên viên nghiên cứu thì các bản étude mang hướng rèn luyện cho người chơi thành thục các kĩ năng chạy ngón dài liên tục trên các quãng, đặc biệt là làm cho ngón áp út và ngón út trở nên linh hoạt hơn. Trên đàn guitar, các bài étude nghiêng nhiều về kĩ thuật tremolo đặc trưng. Còn đàn violin thì thiên về các bài tập âm chuẩn, chạy ngón, cân bằng vĩ, đảo dây nhiều hơn.
Có rất nhiều những nhạc sĩ lỗi lạc viết étude cho piano như Franz Liszt, Frederic Chopin, Johann Sebastian Bach... Các bài étude của Chopin rất khó chơi nhưng lại có khả năng rèn luyện tốt thỉnh âm, tiêu biểu là Etude in C# minor Op.10 No.4, một bản étude được coi là chuẩn mực về sáng tác étude, thường xuyên là bài thi bắt buộc trong "Cuộc thi piano quốc tế Frédéric Chopin".

## Các nhà soạn nhạc nổi bật
- Carl Czerny
- Frédéric Chopin
- Franz Liszt
- Claude Debussy
- Fernando Sor
- Kayser